# Maisons (Calvados)
Maisons – miejscowość i gmina we Francji, w regionie Normandia, w departamencie Calvados.
Według danych na rok 1990 gminę zamieszkiwało 347 osób, a gęstość zaludnienia wynosiła 52 osoby/km² (wśród 1815 gmin Dolnej Normandii Maisons plasuje się na 552. miejscu pod względem liczby ludności, natomiast pod względem powierzchni na miejscu 744.).